# ساحة باستور
ساحة باستور هي إحدى ساحات تونس العاصمة وتربط بين العاصمة والضواحي الشمالية بدءا من المنزه. وتوجد بالقرب منها حديقة البلفدير كما يحاذيها معهد باستور.

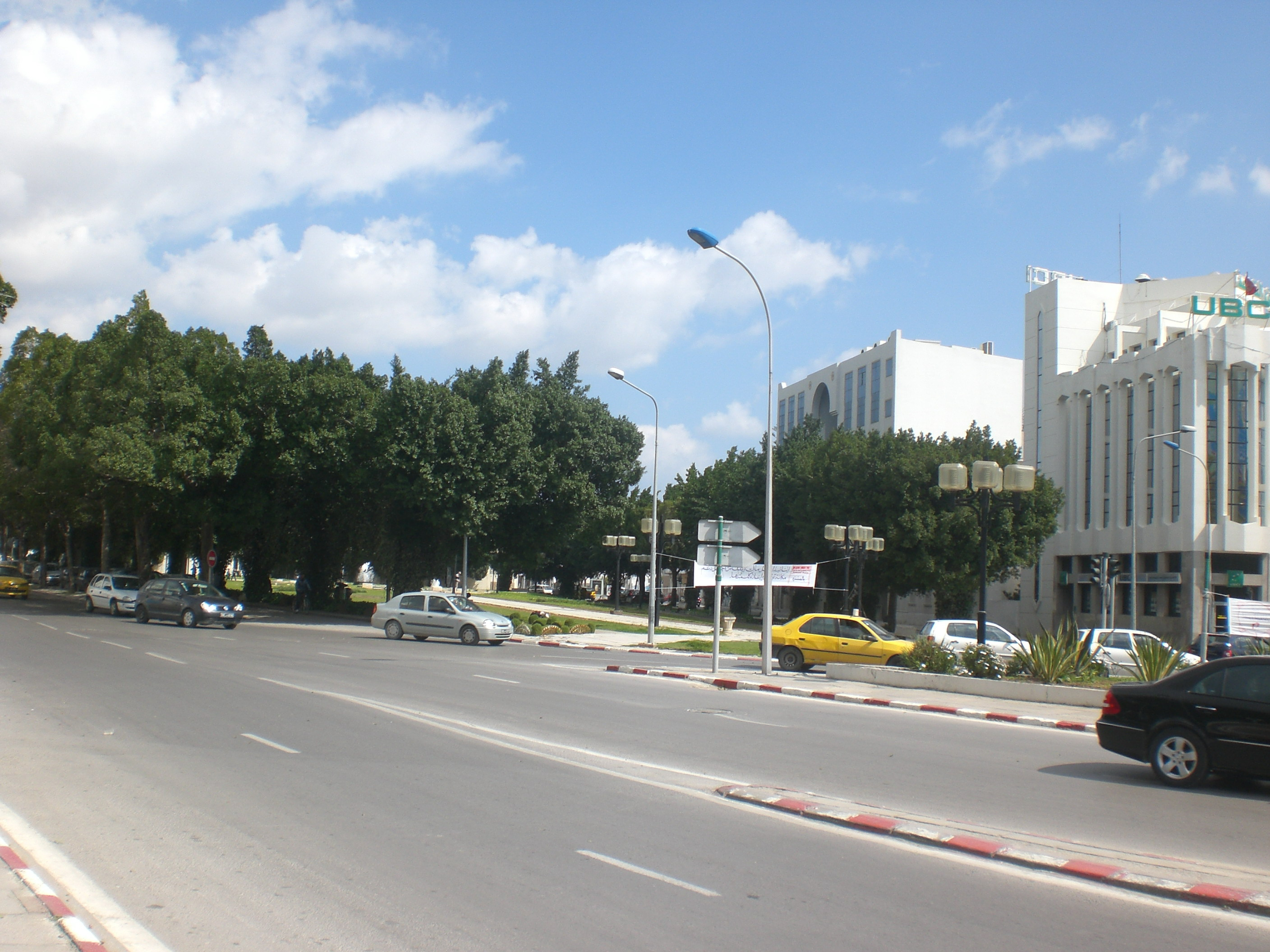
ساحة باستور بتونس العاصمة